# دوار أولاد عبد الله (دوار بني يحيى)
دوار أولاد عبد الله هو دُوَّار يقع بجماعة تمضيت، إقليم تاونات، جهة فاس مكناس في المملكة المغربية. ينتمي الدوّار لمشيخة دوار بني يحيى التي تضم 13 دوار. يقدر عدد سكانه بـ 110 نسمة حسب الإحصاء الرسمي للسكان والسكنى لسنة 2004.

## روابط خارجية
- البوابة الوطنية للجماعات الترابية نسخة محفوظة 12 مارس 2018 على موقع واي باك مشين.
- المندوبية السامية للتخطيط